# Tachinus elegans
Tachinus elegans är en skalbaggsart som beskrevs av Eduard Eppelsheim 1893. Tachinus elegans ingår i släktet Tachinus, och familjen kortvingar. Enligt den svenska rödlistan är arten nära hotad i Sverige. Arten förekommer i Svealand, Nedre Norrland och Övre Norrland. Artens livsmiljö är skogslandskap.